# Sucedáneo de carne

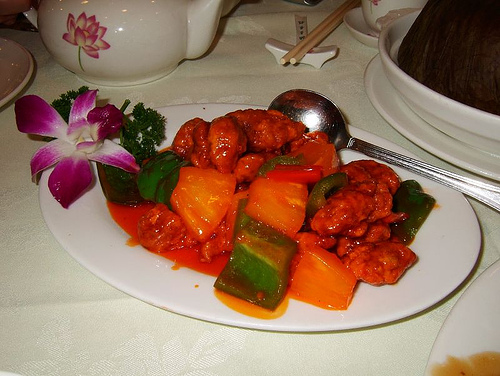
Tofu al estilo de la cocina budista de Hong Kong, preparado para tener un sabor y textura parecidos a los de la carne y proporcionar una alternativa saludable y sabrosa.

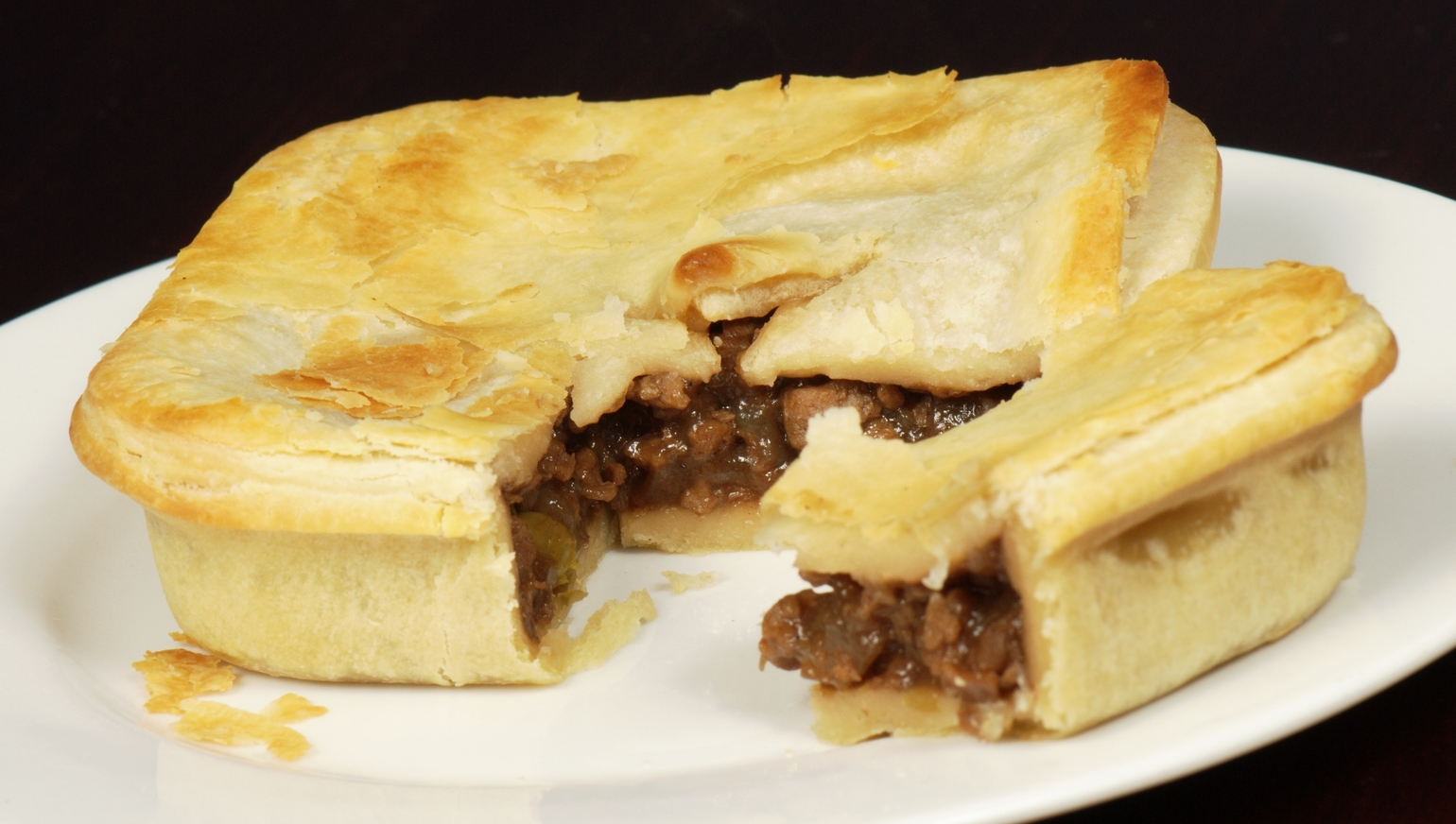
Un pastel de carne de imitación vegano, hecho de proteína de soja y champiñón.

Un sucedáneo de carne, también llamado sustituto de carne, carne de imitación o carne vegetal, es un producto alimenticio con cualidades estéticas (principalmente textura, sabor y apariencia) y características químicas similares a las de algún tipo de carne.
En general se entiende que los sucedáneos de carne se elaboran a partir de productos no cárnicos, a veces excluyendo también los lácteos. El mercado para estos sucedáneos incluye a los vegetarianos, veganos, a los no vegetarianos que desean reducir su consumo de carne por motivos de salud, ecológicos o éticos, y a gente que sigue diversas reglas de alimentación religiosas, como el cashrut o el halal. La cocina budista incluye el uso de sustitutos de carne más antiguo conocido.
El término también puede usarse para aludir al surimi.

## Sustitutos de origen vegetal

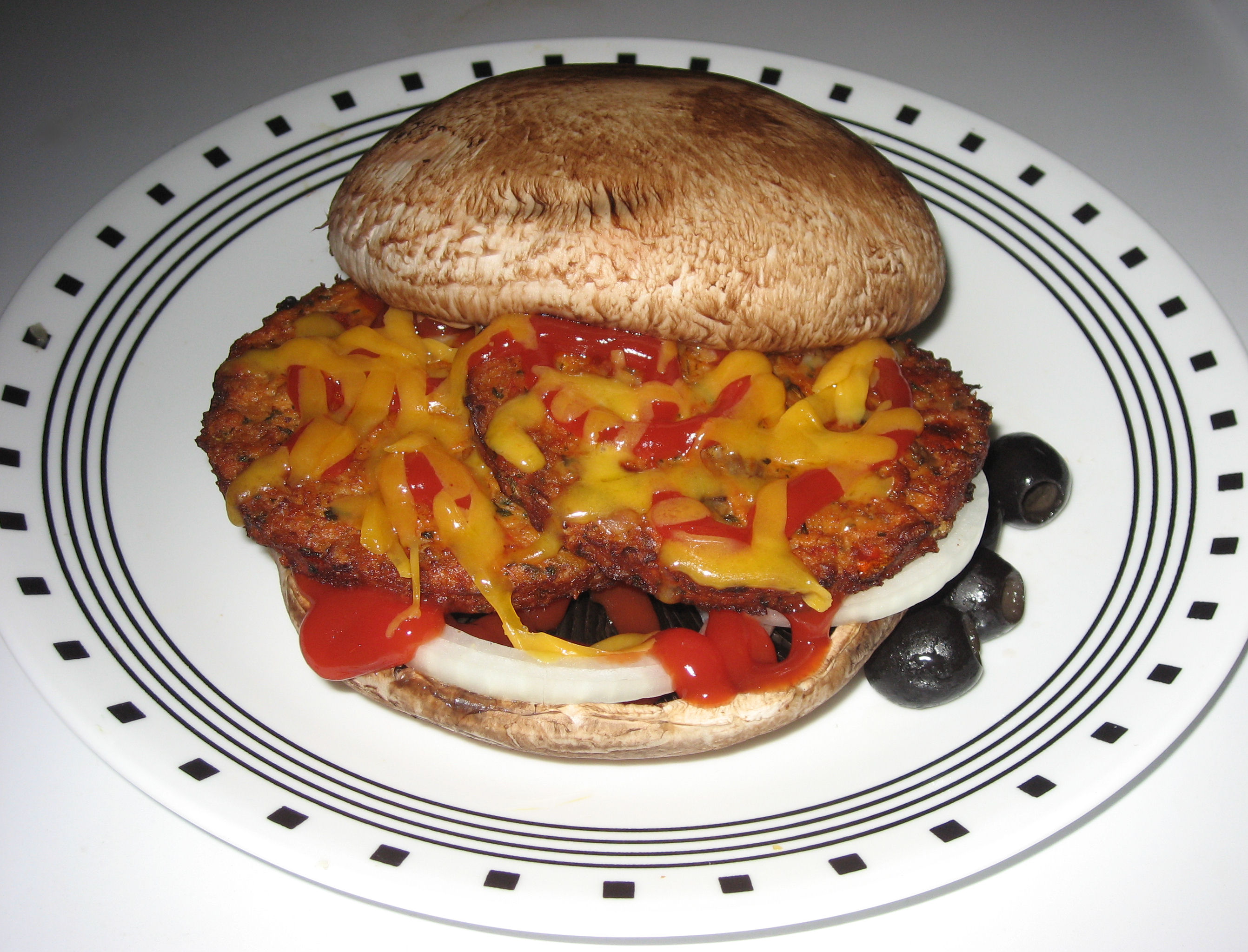
Hamburguesa vegetal guarnecida con cebolla, kétchup y cheddar.

Algunos sucedáneos de carne vegetarianos se basan en recetas centenarias de seitán (gluten de trigo), arroz, champiñón, legumbres, tempeh o tofu prensado, con condimentos para dar al producto final un sabor a pollo, ternera, cordero, jamón, salchicha, pescado, etcétera. La yuba es otro sustituto de carne a base de soja, elaborado apilando la telilla que se forma en la superficie de la leche de soja hervida. Algunos sustitutos de carne más recientes incluyen la proteína vegetal texturizada, que es un ingrediente seco derivado de la soja vendido al peso, el concentrado de soja, el Quorn (a base de micoproteínas) y la harina desgrasada de cacahuete modificado.
Los sucedáneos lácteos pueden elaborarse a partir de arroz, soja (tofu, leche de soja, proteína de soja), almendra, anacardo, gluten (como en el caso de las primeras leches en polvo no lácteas), levadura de cerveza o una combinación de estos, así como aromas para otorgarles gusto a leche, queso, yogur, mahonesa, helado, crema de queso, crema agria, nata montada, mantequilla, rarebit o manteca. Muchos análogos lácteos contienen caseína, que se extrae de la proteína de leche seca, lo que los hace inadecuados para los veganos.
Los sustitutos de huevo puede estar compuestos de tofu, almidón de tapioca o productos parecidos que recrean los efectos gasificantes y aglutinantes del huevo en las recetas al horno. Mucha gente usa productos de fruta como pasta de plátano o compota de manzana como sustitutos de huevo en repostería.

## Aspectos sanitarios
Un exhaustivo estudio publicado en la revista Proceedings of the National Academy of Sciences en 2024 muestra que los sustitutos vegetales procesados, como las hamburguesas vegetarianas, mejoran la nutrición en comparación con los productos animales, pero menos que los alimentos vegetales no procesados; en términos de salud, ofrecen ventajas significativas sobre la carne, pero no son tan nutritivos y equilibrados como las alternativas no procesadas.

## Sustitutos de origen animal

### Tejido animal cultivado
Los biólogos han buscado durante mucho tiempo métodos para cultivar tejido muscular en el laboratorio, y la tecnología está casi preparada para su uso comercial. PETA ha prometido ofrecer un premio de un millón de dólares para la primera compañía que comercialice, antes del 2016, carne cultivada en laboratorio.

### Surimiy otros sucedáneos a base de carne
El surimi se usa para elaborar productos tales como el sucedáneo de carne de cangrejo. En algunas regiones, el término surimi alude solo a productos hechos de pescado, pero en otros lugares puede referirse también a otros productos, como los perritos calientes de pavo en Norteamérica.
Algunos ejemplos son:
- Surimi de pescado, como el cangrejo, la gamba o la langosta de imitación.
- Surimi de pavo, en perritos, salchicha, hamburguesa, panceta, jamón o simplemente picado.
- Otros productos procesados de ave, como el emú, de la misma forma que el pavo.